# Maljovitsa
Maljovitsa (bulgariska: Мальовица) är en bergstopp i Bulgarien. Den ligger i regionen Kjustendil, i den västra delen av landet, 60 km söder om huvudstaden Sofia. Toppen på Maljovitsa är 2 729 meter över havet.